# Наноиндентирование
Наноиндентирование иначе индентирование (англ. nanoindentation) — испытание материала методом индентирования (вдавливания в поверхность образца специального инструмента — индентора), применяемое к нанообъемам материала (тонкие плёнки и покрытия, микро- и наноструктуры).

## Описание

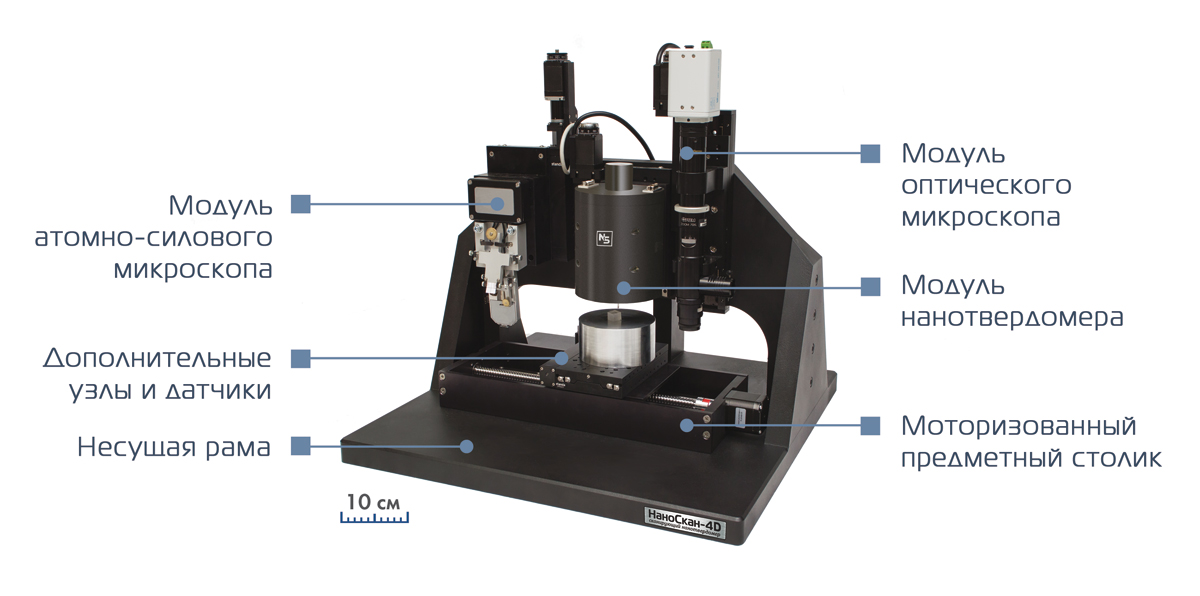
Полнофункциональная измерительная система «НаноCкан-4D», реализующая все возможные методы исследования физико-механических свойств на субмикронных и нанометровых масштабах линейных размеров.

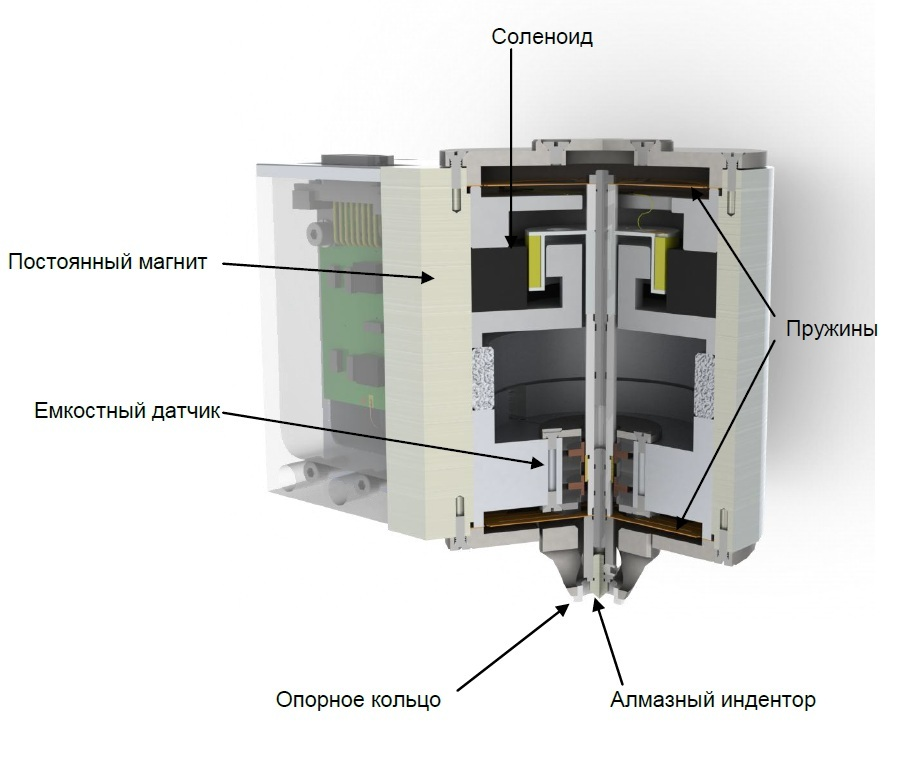
Конструкция модуля Наноиндентирования NHT2 Конструкция исключает влияние термодрейфа (расстояние от датчика глубины проникновения индентора до острия всего 6 мм), прогиба рамы или образца (благодаря опорному кольцу) на результаты наноиндентирования. Используется стандартный индентро Берковича

Индентирование производится вдавливанием в изучаемый образец индентора, обладающего известными механическими свойствами — формой, модулем упругости и т. д., с заданным усилием. Далее либо исследуется форма и размер пятна контакта, либо строится кривая зависимости положения индентора от нагрузки. В первом случае требуется более простое оборудование, во втором удается получить больше информации о материале. При переходе к наномасштабам для изучения пятна контакта не обязательно требуется атомный силовой микроскоп либо сканирующий электронный микроскоп, возможна реализация индентирования на приборах использующих классические инденторы, но с высоким качеством исполнения (малым радиусом закругления) благодаря этому наноиндентирование практически всегда проводится со снятием кривой нагрузка/внедрение.
Индентирование с целью измерения твёрдости образца обычно проводится одним из стандартизированных способов и с помощью стандартизированных инденторов. Наиболее распространенными методами определения твердости материалов являются тест Викерса, тест Бринелля, тест Роквелла.
Для определения модуля упругости методом индентирования требуется построить диаграмму нагрузка/внедрение. Наклон этой диаграммы при разгрузке, то есть снижении действующей силы до нуля, определяется модулем упругости материала. Однако, в связи с ростом влияния поверхностных эффектов в наномасштабах полностью учесть влияние пластической зоны у кончика индентора и сил адгезии на текущий момент невозможно. Использование специальных приборов наноиндентирования позволяет получить качественную кривую «нагрузка-разгрузка» благодаря высокой прочности индентора и системы его крепления, а также отсутствию эффектов сопряженных с прогибом кантилевера, как в случае АСМ или СЗМ.
Определение пластических и реологических свойств материала при индентировании требует не только фиксации кривой нагрузка/внедрение, но и измерения зависимости этих параметров от времени.
Оборудование для наноиндентирования требует высочайшей точности изготовления и настройки.

## История
В 1983 году компания Nano Instruments, основанная доктором Уорреном Оливером и сэром Джоном Петика, выпустила первый коммерчески доступный наноиндентор Nano I. В основе технологии лежали электромагнитное управление и 3-пластинчатый параллельный конденсатор для измерения смещения.